# آلتامیرا ۷۷۴۲
سیارک ۷۷۴۲ (به انگلیسی: 7742 Altamira، نامگذاری:1985US) هفت هزار و هفتصد و چهل و دومین سیارک کشف شده‌است که در ۲۰ اکتبر ۱۹۸۵ کشف شد.